# 574 TCN
574 TCN là một năm trong lịch La Mã.